# Povodeň na Vltavě a Labi (1940)

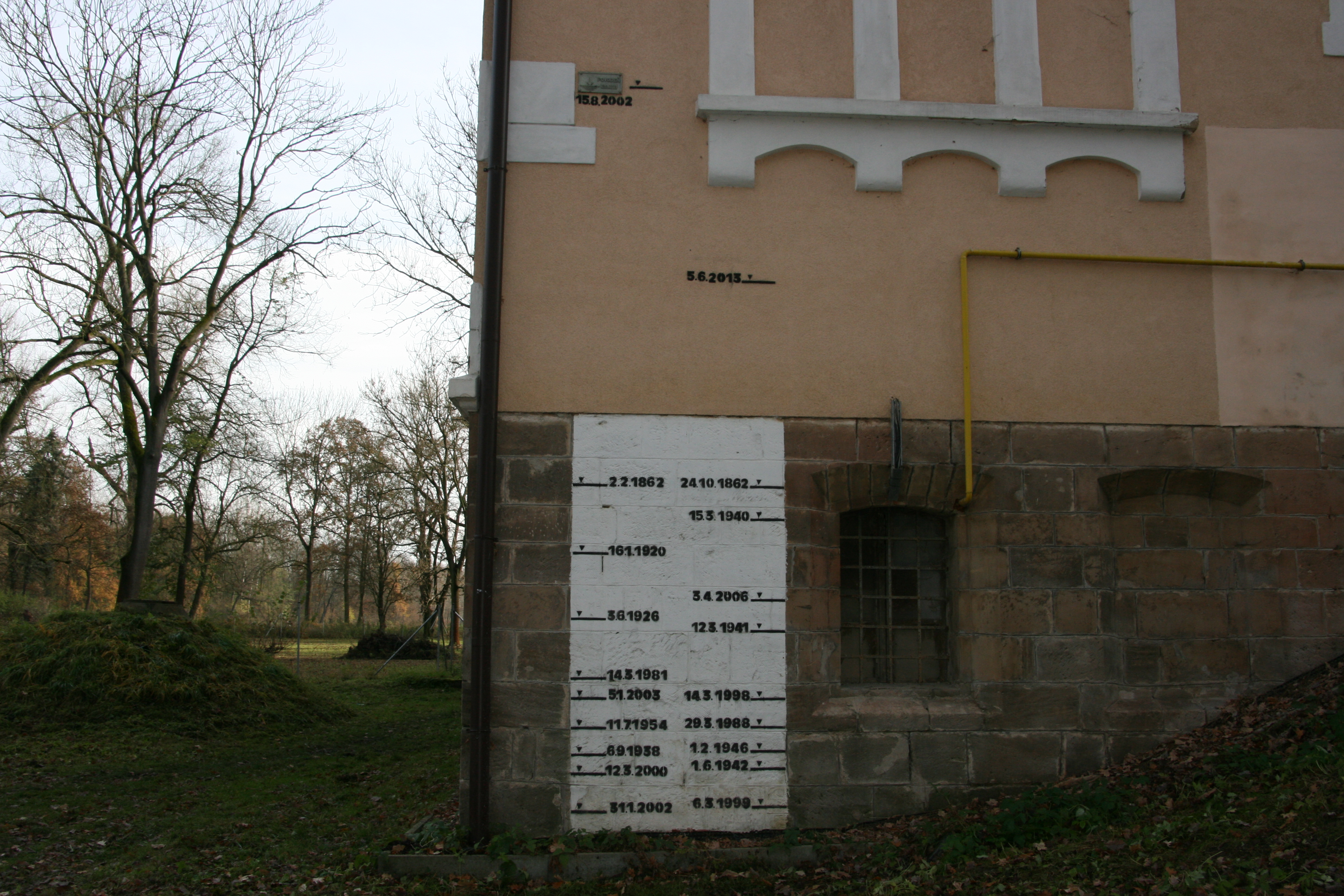
Značky hladiny vody na domě v Obříství. Lze zde spatřit i značku z 15.3.1940

Povodeň z března roku 1940 bývá označována za nejvýznamnější zimní povodeň 20. století. V Praze bylo dosaženo padesátiletého průtoku o hodnotě 3245 m³/s. Hlavním důvodem extrémních dopadů této povodně bylo prudké oteplení, které se odehrálo začátkem března. Do té doby byly řeky pokryty tlustou vrstvou ledu, která však rázem začala tát a praskat. Vlivem tohoto jevu došlo kolem 15. března ke zvýšení hladiny řek v povodí Vltavy a Labe a zároveň unášení zbytků ledobých ker koryty řek. Tyto kry poháněné vodou ničily velkou silou vše, co jim stálo v cestě. Tento jev se nazývá dřenice. Od 17. března začala hladina opět klesat. Ovšem dne 20. března došlo vlivem sněhové bouře k opětovnému vzedmutí hladiny Vltavy o 1 metr.

## Následky

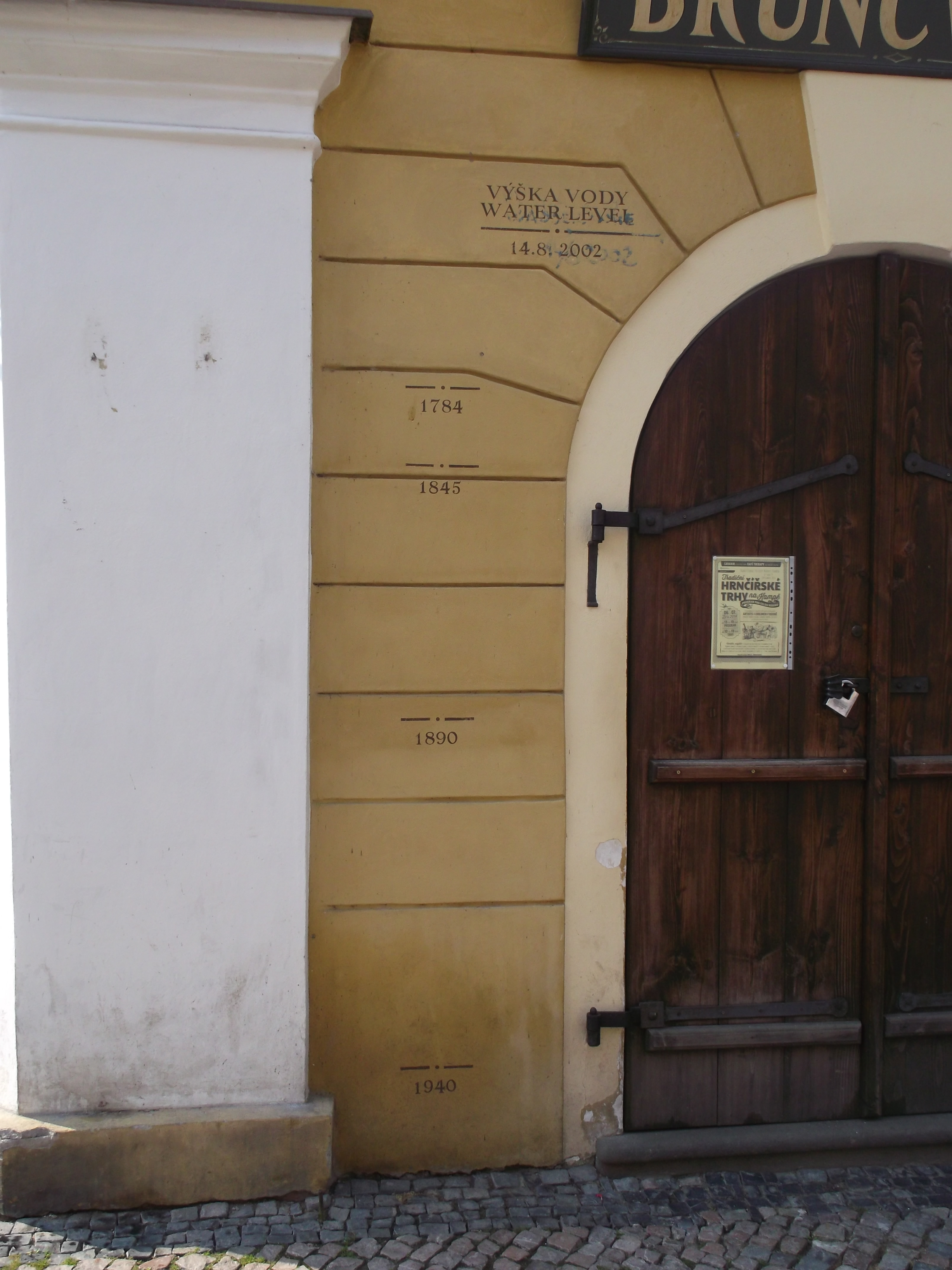
Značky hladiny na Malé Straně v Praze. I zde lze spatřit značku z roku 1940.

Velké škody napáchala povodeň ve Štěchovicích. Hladina vody vystoupala o 9 metrů nad normální úroveň. Většina chat byla zničena plujícími krami a téměř celá ves byla zatopena. Úplně zničeno bylo 24 domů a dalších 170 bylo zatopeno až po střechu. 
Vzhledem ke své poloze byl v historii povodněmi pravidelně zasažen zámek Veltrusy a jeho okolí. Ani rok 1940 nebyl výjimkou a zaplaveny byly rozsáhlé části Kralup nad Vltavou. V bezprostředních okolí zámku bylo zničeno šroubovité schodiště na lobečské straně mostu. 
Velmi těžce byly zasaženy také Modřany, kde bylo nutné se z důvodu vysokého stavu vody přepravovat na loďkách.

## Zajímavosti
Během záplav v okolí zámku Vetrusy byla povodňovou vodou a naplaveným ledem uvězněna kolona nacistického vojska, která tudy zrovna projížděla. Tato událost vyvolala v civilním obyvatelstvu nadšení a radost o to větší, že se tak stalo právě rok po vyhlášení Protektorátu.
Odtávání nahromaděného ledu na březích trvalo ještě několik dalších měsíců.